# Jean Grousseaud
Jean Grousseaud, né le 30 octobre 1908 à Puys-Bracquemont (Seine-Inférieure) et mort le 7 juillet 1984 à Paris, est un homme politique français.

## Biographie
Après une licence de droit et un passage à l'école libre de sciences politiques, Jean Grousseaud exerce comme avocat. Engagé à droite, il est membre de la fédération républicaine, et fait partie de la direction des jeunesses de ce parti entre 1936 et 1939.
Après la Seconde Guerre mondiale, il est élu conseiller municipal de Paris, et conseiller général de la Seine, en 1945, et réélu en 1947 et 1953, avec cette fois l'étiquette gaulliste du RPF.
Candidat malheureux à la députation en 1945 et 1946 (juin et novembre), il entre cependant à l'Assemblée nationale en remplacement de Charles Schauffler, décédé en mai 1951.
Quelques semaines plus tard, il figure sur la liste menée par Christian Fouchet, et conserve son siège de député.
Parlementaire actif, il intervient sur de nombreux sujets, sur des orientations clairement conservatrice. En 1952, par exemple, il prend parti contre la sécurité sociale et, à plusieurs reprises, condamne le « dirigisme » de l'État en matière économique.
Il défend aussi cette même année l'élargissement des critères pour bénéficier de l'amnistie des faits de collaboration. En 1955, il défend le transfert des cendres de Philippe Pétain à Douaumont.
Il s'oppose aussi à la politique de décolonisation menée par Pierre Mendès France en Tunisie et au Maroc. Il condamne tout autant sa prolongation par son successeur, Edgar Faure.
En 1956, il mène une liste conservatrice qui n'obtient que 2,1 % des voix, et n'est pas réélu.
Il tente de retrouver un mandat de député, en vain, en 1958 et 1962, puis s'éloigne de la vie politique.

## Sources
Notice biographique sur le site de l'Assemblée nationale